# Niels Overweg
Niels Overweg (ur. 15 maja 1948 w Amsterdamie) – piłkarz holenderski grający na pozycji środkowego obrońcy.

## Kariera klubowa
Overweg pochodzi z Amsterdamu i jest wychowankiem tamtejszego klubu AFC DWS, w którym zadebiutował w 1967 roku w Eredivisie. Już w kolejnym sezonie stał się podstawowym zawodnikiem zespołu i z DWS wystąpił między innymi w rozgrywkach Pucharu Miast Targowych, ale w lidze nie osiągał z nim większych sukcesów, zazwyczaj zajmując miejsca w środku tabeli. W 1972 roku Overweg przeniósł się do innego pierwszoligowca, Go Ahead Eagles, w którym spędził 2 lata, a następnie podpisał kontrakt z FC Twente. W pierwszym sezonie gry w tym klubie dotarł do finału Pucharu Holandii oraz finału Pucharu UEFA (wystąpił w obu finałowych meczach z Borussią Mönchengladbach). Natomiast w 1977 sięgnął po swoje pierwsze trofeum, jakim był krajowy puchar. W Twente występował do roku 1981 i przez ten okres jeszcze jeden raz występował w finale holenderskiego pucharu, w 1979. Jego ostatnim klubem w karierze był DS'79 Dordrecht, w którym występował przez 2 lata w Eerstedivisie, a następnie zakończył karierę w 1983 w wieku 35 lat.
| Sezon   | Klub            | Kraj     | Rozgrywki     | Mecze | Bramki |
| ------- | --------------- | -------- | ------------- | ----- | ------ |
| 1967/68 | AFC DWS         | Holandia | Eredivisie    | 15    | 1      |
| 1968/69 | AFC DWS         | Holandia | Eredivisie    | 32    | 1      |
| 1969/70 | AFC DWS         | Holandia | Eredivisie    | 33    | 1      |
| 1970/71 | AFC DWS         | Holandia | Eredivisie    | 34    | 1      |
| 1971/72 | AFC DWS         | Holandia | Eredivisie    | 32    | 1      |
| 1972/73 | Go Ahead Eagles | Holandia | Eredivisie    | 29    | 4      |
| 1973/74 | Go Ahead Eagles | Holandia | Eredivisie    | 32    | 1      |
| 1974/75 | FC Twente       | Holandia | Eredivisie    | 20    | 4      |
| 1975/76 | FC Twente       | Holandia | Eredivisie    | 24    | 1      |
| 1976/77 | FC Twente       | Holandia | Eredivisie    | 27    | 0      |
| 1977/78 | FC Twente       | Holandia | Eredivisie    | 29    | 0      |
| 1978/79 | FC Twente       | Holandia | Eredivisie    | 31    | 2      |
| 1979/80 | FC Twente       | Holandia | Eredivisie    | 29    | 1      |
| 1980/81 | FC Twente       | Holandia | Eredivisie    | 21    | 0      |
| 1981/82 | DS'79 Dordrecht | Holandia | Eerstedivisie | 22    | 0      |
| 1982/83 | DS'79 Dordrecht | Holandia | Eerstedivisie | 32    | 0      |

## Kariera reprezentacyjna
W reprezentacji Holandii Overweg zadebiutował 17 maja 1975 w zremisowanym 1:1 wyjazdowym meczu z RFN. W kadrze występował krótko i zagrał ledwie w 4 meczach, w tym eliminacyjnym do Mistrzostw Europy w Jugosławii z Polską, przegranym w Chorzowie 1:4. Był to zarazem jego ostatni mecz w kadrze.

## Kariera trenerska
Po zakończeniu kariery piłkarskiej Overweg został trenerem. W latach 1986–1987 był trenerem SBV Vitesse, a w latach 1990–1993 trenował zespół Stormvogels Telstar.